# سسک درختزار قهوه‌ای
سسک درختزار قهوه‌ای (نام علمی: Phylloscopus umbrovirens) گونه‌ای از سسکان جهان قدیم از تیرهٔ سسکان برگی (Phylloscopidae) است.

## پراکندگی و زیستگاه
در جمهوری دموکراتیک کنگو، جیبوتی، اریتره، اتیوپی، کنیا، رواندا، عربستان سعودی، سومالی، سودان جنوبی، تانزانیا، اوگاندا و یمن یافت می‌شود. زیستگاه طبیعی آن جنگل‌های شمالی، جنگل‌های کوهستانی نمناک نیمه‌گرمسیری یا گرمسیری و بوته‌های خشک نیمه‌گرمسیری یا گرمسیری است.